# Antithese (filosofie)
Een antithese is een aan een these tegengestelde propositie. Het antwoord op, of beter de weerlegging van, een stelling (these) is de antithese.

## Antinomische antithese
De term "antithese" wordt in de moderne filosofie actueel door de toepassing ervan in de Kritik der reinen Vernunft van Immanuel Kant. Hij formuleert daarin een viertal transcendentale antinomieën, ofwel stellingen die niet alleen a priori bewezen worden, maar waarvan het tegendeel (de antithese) evenzeer bewezen wordt. Hij wilde hiermee aantonen dat metafysica geen zuivere wetenschap is die volgens dezelfde logica als die van de wiskunde geconstrueerd kan worden. Volgens hem ligt de oplossing van antinomieën in een Aufhebung, waarbij men niet probeert evenwel these of antithese te bewijzen, maar vaststelt dat de kwestieuze eigenschap niet aan het object toekomt. Voorbeeld: A stelt "dit stinkt", B stelt "dit is welriekend"; Aufhebung: "dit heeft geen geur".

## Voetnoten
1. ↑  Voorbeeld ontleend aan Kant (1787), KRV B531